# 少年保護事件の係属
少年保護事件の係属（しょうねんほごじけんのけいぞく）

少年保護事件の係属について記す。

## 総論
家庭裁判所（以下「家裁」という。）に少年保護事件が係属する場合には、移送（少年法（以下「法」という。）5条2項、3項、33条2項、35条2項、55条）、通告（法6条1項、犯罪者予防更生法42条1項）、都道府県知事または児童相談所長の送致（法3条2項、6条3項）、家庭裁判所調査官（以下「調査官」という。）の報告（法7条1項）、司法警察員の送致（法41条）、検察官の送致（法42条、45条5号但し書き前段、後段）がある。
送致（そうち）とは、ある公的機関が、取り扱っている案件を処理する権限と責任を別の公的機関に移転する手続をいう。
また、法律上は同一の家裁内での担当裁判体の変更にすぎないが実務上移送に近い取扱がなされるものとして、回付がある。例えば石垣市在住の犯罪少年が那覇市内で検挙され、身柄付で那覇家裁本庁に送致された場合に、那覇家裁石垣支部に回付するといった具合である。
これらを事件態様ごとに整理し直すと、次の表のようになる。
| 事件態様   | 行為時年齢 | 認知者                               | 係属形式                                 |
| ---------- | ---------- | ------------------------------------ | ---------------------------------------- |
| 犯罪少年   | 14歳～     | 一般人                               | 通告（法6条1項、児童福祉法25条ただし書） |
| 犯罪少年   | 14歳～     | 調査官                               | 報告（法7条1項）                         |
| 犯罪少年   | 14歳～     | 司法警察員（罰金以下の刑に当たる罪） | 送致（法41条前段）                       |
| 犯罪少年   | 14歳～     | 検察官                               | 送致（法42条前段）                       |
| 犯罪少年   | 14歳～     | 検察官                               | 送致（法45条5号但し書*1）                |
| 犯罪少年   | 14歳～     | 他の家裁                             | 移送（法5条2項、3項）                    |
| 犯罪少年   | 14歳～     | 同一家裁の本庁、他の支部             | 回付                                     |
| 犯罪少年   | 14歳～     | 抗告審裁判所、再抗告審裁判所         | 移送、差戻し（法33条2項、35条2項）       |
| 犯罪少年   | 14歳～     | 刑事裁判所（高裁、地裁、簡裁）       | 移送（法55条）                           |
| 触法少年   | ～13歳     | 知事、児童相談所長                   | 送致（法3条2項、児童福祉法27条1項4号）   |
| 触法少年   | ～13歳     | 一般人*2                             | 通告（法6条1項）                         |
| 触法少年   | ～13歳     | 調査官*2                             | 報告（法7条1項）                         |
| 触法少年   | ～13歳     | 他の家裁                             | 移送（法5条2項、3項）                    |
| 触法少年   | ～13歳     | 同一家裁の本庁、他の支部             | 回付                                     |
| 触法少年   | ～13歳     | 抗告審裁判所、再抗告審裁判所         | 移送、差戻し（法33条2項、35条2項）       |
| ぐ犯少年   | ～13歳     | 知事、児童相談所長                   | 送致（法3条2項、児童福祉法27条1項4号）   |
| ぐ犯少年   | ～13歳     | 一般人*2                             | 通告（法6条1項）                         |
| ぐ犯少年   | ～13歳     | 調査官*2                             | 報告（法7条1項）                         |
| ぐ犯少年   | ～13歳     | 保護観察所長*2                       | 通告（犯罪者予防更生法42条1項）          |
| ぐ犯少年   | ～13歳     | 他の家裁                             | 移送（法5条2項、3項）                    |
| ぐ犯少年   | ～13歳     | 同一家裁の本庁、他の支部             | 回付                                     |
| ぐ犯少年   | ～13歳     | 抗告審裁判所、再抗告審裁判所         | 移送、差戻し（法33条2項、35条2項）       |
| ぐ犯少年   | 14歳～17歳 | 知事、児童相談所長                   | 送致（法3条2項、児童福祉法27条1項4号）   |
| ぐ犯少年   | 14歳～17歳 | 一般人                               | 通告（法6条1項）                         |
| ぐ犯少年   | 14歳～17歳 | 警察官                               | 送致、通告（法6条2項）                   |
| ぐ犯少年   | 14歳～17歳 | 調査官                               | 報告（法7条1項）                         |
| ぐ犯少年   | 14歳～17歳 | 司法警察員                           | 送致（法41条後段）                       |
| ぐ犯少年   | 14歳～17歳 | 検察官                               | 送致（法42条後段）                       |
| ぐ犯少年   | 14歳～17歳 | 検察官                               | 送致（法45条5号但し書き*1）              |
| ぐ犯少年   | 14歳～17歳 | 保護観察所長                         | 通告*3（犯罪者予防更生法42条1項）        |
| ぐ犯少年   | 14歳～17歳 | 他の家裁                             | 移送（法5条2項、3項）                    |
| ぐ犯少年   | 14歳～17歳 | 同一家裁の本庁、他の支部             | 回付                                     |
| ぐ犯少年   | 14歳～17歳 | 抗告審裁判所、再抗告審裁判所         | 移送、差戻し（法33条2項、35条2項）       |
| 強制的措置 | ～19歳     | 知事または児童相談所長               | 送致（法6条3項、児童福祉法27条の3）      |
| 強制的措置 | ～19歳     | 他の家裁                             | 移送（法5条2項、3項）                    |
| 強制的措置 | ～19歳     | 同一家裁の本庁、他の支部             | 回付                                     |
| 強制的措置 | ～19歳     | 抗告審裁判所、再抗告審裁判所         | 移送、差戻し（法33条2項、35条2項）       |

- 1　検察官送致の決定。
- 2　通告または報告の時点で少年が14歳以上のときのみ（法3条2項）。
- 3　その法的性質は送致である（少年審判規則8条5項参照）。

司法統計によれば、家裁の新受人員でいえば、事件態様別では犯罪少年が98％強、触法少年が0.1％弱、ぐ犯少年が1％強というのが20世紀末から21世紀初頭にかけての一貫した傾向である。また、係属態様別では検察官の送致（そのほとんどが犯罪少年の送致である。）が92％強、他の家裁からの移送・回付が5％前後、司法警察員からの送致（その多くが道路交通法違反被疑事件と軽犯罪法違反被疑事件）が2％強で、その他の係属態様はごくわずか（比較的多いのが、司法警察員および児童相談所長によるぐ犯通告）というのが20世紀末から21世紀初頭にかけての一貫した傾向である。

## 犯罪少年

### 認知と捜査

#### 少年事件捜査の特殊性
前述したとおり検察官の送致が犯罪少年の係属態様の大部分を占めるといっても、実際には司法警察職員がほとんどの事件を捜査しており、司法警察職員が捜査を遂げた後、司法警察員が検察官に事件を送致し（刑事訴訟法246条本文、犯罪捜査規範210条）、送致を受けた検察官が家裁に事件を送致することに変わりはない。
親記事でも述べたとおり、少年の刑事事件については、特に定めるもののほか、一般の例によるので（同法40条、犯罪捜査規範202条）、事件の認知（捜査機関が事件の存在を認識すること）や捜査について、成人の刑事事件との間で制度上の異なる点は少ない。
実務上重要な差異としては、親記事で触れた全件送致主義の採用と身柄拘束の制限のほか、伝聞法則（刑事訴訟法320条1項）の不適用（大阪高裁昭和28年1月16日決定家月5巻4号117頁、仙台高裁昭和63年12月5日決定家月41巻6号69頁。少年審判規則8条2項参照）がある。
このため、成人の共犯がいるとか証拠が不十分といった特段の事情でもない限り、検察官が自ら取調べをして調書を作成したり証拠収集をしたりする必要性は薄く、送致記録を検討するだけで独自の捜査をしないで家庭裁判所に事件を送致する例が多い。
少年の刑事事件の捜査については、少年の健全育成の見地から（犯罪捜査規範203条）、少年の特性にかんがみ、特に他人の耳目に触れないようにし、取調べの言動に注意する等温情と理解をもって当たり、その心情を傷つけないように努めなければならない（同規範204条）。また、家庭裁判所における審判その他の処理に資するという見地から（同規範203条）、犯罪の原因および動機ならびに少年の性格、行状、経歴、教育程度、環境、家庭の状況、交友関係等も詳細に調査しておかなければならない（同規範205条）。
その他、同規範は、関係機関との連絡（206条）、保護者またはこれに代わるべき者への連絡（207条）、報道上の注意（209条）について規定している。

#### 少年の心理的特殊性
こうした制度上の差異のほか、少年の被疑者については、易誘導性、易暗示性が指摘されている。これは、少年は、自己の言動が将来に及ぼす影響を洞察する能力に乏しいために、友人・知人である真犯人をかばいたい、取調べや裁判という面倒な事態から早期に解放されたい、あるいは、取調べ担当者や被害者といった年長者の言動から受ける恐怖感を免れたいといった動機から、自己の記憶を誠実に供述するのではなく、取調べ担当者の追及に安易に迎合したり、取調べ担当者が仮説として考えているにすぎない「事案の真相」を事実そのものと思い込んで、虚偽の自白をし易いということである。
よく知られた事例としては、いわゆる鹿児島ホステス殺し事件（最高裁昭和55年7月1日判決判例時報971号124頁、福岡高裁昭和57年6月29日判例タイムズ476号209頁）がある。これは、少年である2名の被告人らがホステスを強姦しようとしたものの抵抗されて未遂に終わり（有罪判決が確定）、強姦行為の発覚を防ぐため、同女の両脇・両足を持って山中の崖下に放り投げ、外傷性ショック等により死亡させたという公訴事実をもって起訴された事件である。しかし、裁判所は、被告人らが捜査段階で自白したような殺人行為を実行するのは困難であること、被害者の負傷状況は例えば下山しようとした際に誤って崖下に転落したと仮定しても矛盾がないこと、罪証隠滅工作とみられるような被告人らの言動は必ずしも殺人とは結び付かないことなどを指摘し、被告人らの捜査段階や公判での自白は信用できないと判断して、殺人については無罪の言渡しをした。

### 送致
検察官、司法警察員、都道府県知事または児童相談所長が事件を家庭裁判所に送致するには、次に掲げる事項を記載した送致書によらなければならない（少年審判規則8条1項）。
1. 少年および保護者の氏名、年齢、職業および住居ならびに少年の本籍
2. 審判に付すべき事由（非行事実）
3. その他参考となる事項

なお、司法警察員の検察官や家庭裁判所に対する事件送致については、身上調査表も添付するものとされている（犯罪捜査規範213条、別記様式第18号）。また、証拠書類や証拠物も家庭裁判所への送致時にあわせて送付されることは、親記事で述べた。
もっとも、簡易送致の処理をした少年については、少年事件簡易送致書（同規範別記様式第19号）を作成し、これのみを1月ごとに一括して検察官または家庭裁判所に送致することができる（同規範214条1項）。簡易送致の処理をした少年については、その身上調査票を作成することも要しない（同条2項）。簡易送致の要件は、検察庁、警察庁および最高裁判所の協議に基づき、通達（昭和44年4月25日最高検調秘45次長検事通達「少年事件の簡易送致の基準について」、同月30日警察庁乙刑14次長通達「犯罪捜査規範の一部を改正する規則の制定について」、同年5月27日家庭局長通達「簡易送致事件の処理について」）が規定している。
簡易送致の処理をするに当たっては、微罪処分の際の処置に準じた処置を行うものとされている（同規範214条3項、200条）。
簡易送致事件については、特段の調査を経ないで事案軽微による審判不開始の決定がなされるのが従来の通例であるが、家庭裁判所が相当と認めるときは、書類や証拠物の送付（追送）を求め得るものとされている。近時は、いわゆる「いきなり型非行」（素行不良化の兆候がなかった少年が、「突然」重大な犯罪を犯すこと）に注目が集まるとともに、簡易送致事件を「いきなり型非行」を予防する端緒として見直そうという気運が高まり、一般の事件と同様の調査・審判がなされる例も増加しているようである。
他方で、現場の警察官の間では、軽微ではあるが簡易送致の要件を充たさない事件の処理が大きな負担となっているのも実情のようである。

## 触法少年

### 触法事実の調査
触法少年の行為は犯罪とならないから（刑法41条）、捜査機関が触法事実を解明する目的でなす証拠収集活動も、捜査ではなく調査（ちょうさ）と呼ばれることが多い。
「強制の処分」（刑事訴訟法197条1項但し書き）は、犯罪（同法にいう「罪」（199条1項、3項、210条1項、212条、217条など）も同義）の捜査のために認められるから（同法218条1項、犯罪捜査のための通信傍受に関する法律3条1項柱書）、触法事実の調査については非強制的手段しか用いることができない。触法少年である被疑者の捜査機関に対する供述を録取した書面は、警察実務上、供述調書（刑事訴訟法198条2項）ではなく申述書と呼ばれ、形式面からも捜査とは区別されている。
もっとも、長崎男児誘拐殺人事件（2003年7月1日）などを契機に、家庭裁判所に充実した資料を提供し審判をより一層適切なものとする、被害者の「知る権利」に応えるといった観点から、触法事実についても解明の徹底を求める世論が高まり、青少年育成推進本部が同年12月の青少年育成施策大綱で調査権限の明確化を検討するとしたことを受けて、2004年10月現在、法制審議会において、強制調査権限を警察機関に付与することの是非が検討されている。
これに対しては、調査は審判資料の収集を目的とするのだから、仮に調査不足があっても家庭裁判所の援助依頼を受けて補充調査をすれば足りるのに、捜査機関が自らの判断で幅広く資料収集を行えば触法少年に甚大な心理的圧迫を加えることになり、刑法が刑事未成年者を自己の行為の重大性に直面する能力が乏しいがゆえに刑事責任から解放したことを無意味にするとの意見もある。

### 補導
捜査機関は、被疑者が触法少年であることが明らかとなった場合においては、当該少年について適切な補導の措置がとられるようにしなければならない（犯罪捜査規範215条）。具体的には、本人またはその保護者に対する助言、学校への連絡等（少年警察活動規則12条3項、1項）や、保護者の同意を得た上での本人に対する補導の継続的実施（同条、同規則8条2項）である。

### 家庭裁判所への送致
触法少年が保護者のない児童または保護者に監護させることが不適当であると認める児童に当たるときは、何人も、これを児童相談所または福祉事務所（児童福祉機関）に通告しなければならない（犯罪捜査規範215条、児童福祉法25条本文）。
都道府県は、家庭裁判所の審判に付することが適当（保護処分、保護的措置または強制的措置を要するという意味に理解してよい。）であると認めた触法少年を、家庭裁判所に送致する。
家庭裁判所は、触法少年で14歳に満たない者については、都道府県知事または児童相談所長から送致を受けたときに限り、これを審判に付すことができる（同条2項。児童福祉機関先議の原則）。触法少年でも14歳に達したときは、児童福祉機関を経由しないで直接その少年を家庭裁判所に送致・通告することができる（異論もある。）が、警察実務は、家庭裁判所への送致はせずに、児童福祉機関に通告しているようである。

## ぐ犯少年

### 送致・通告義務の例外
ぐ犯少年の中にはまず児童福祉法上の措置に委ねるのが適当な者も多いことから、警察官または保護者は、ぐ犯少年について、直接これを家庭裁判所に送致しないで、児童相談所に通告することができる（少年法6条2項、犯罪捜査規範216条2号）。